# Telocyt
Een telocyt is een soort interstitiële stromacel met zeer lange (tientallen tot honderden micrometers) en zeer dunne uitlopers, genaamd telopoden.

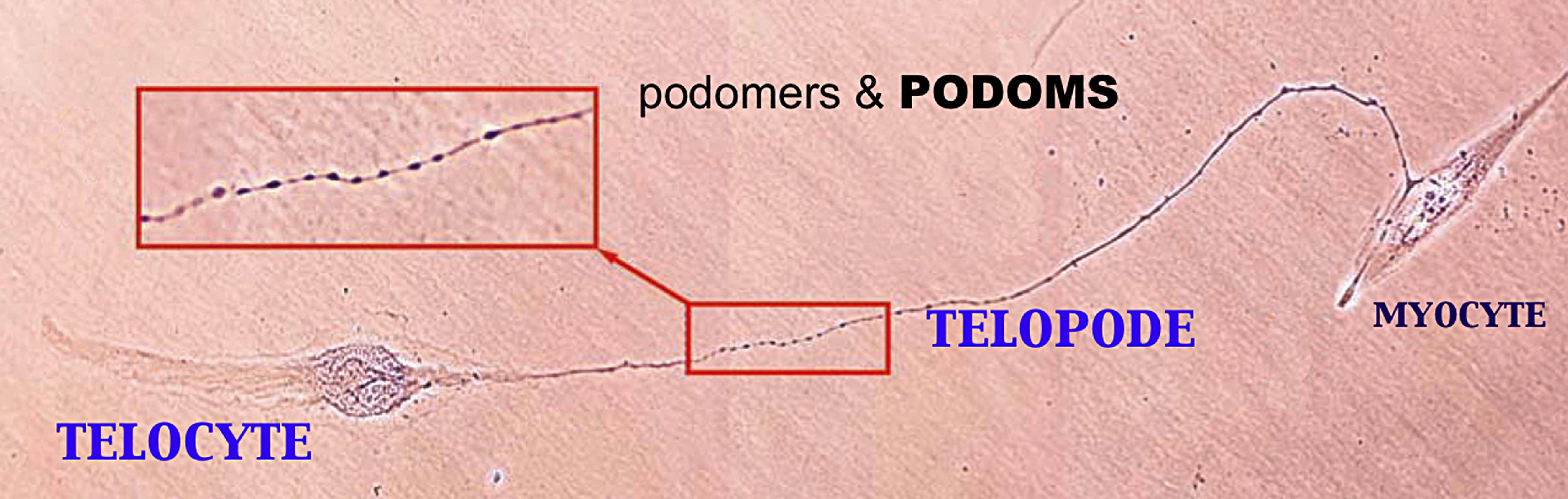
Menselijk niet-zwanger myometrium in celcultuur; dag 3; de eerste doorgang. Giemsa-kleuring. Eén telocyt legt contacten met een myocyt met een Tp van ongeveer 65 mm lang. Fotografische compositie van 4 seriële fasecontrastbeelden; originele vergroting 40x. In rode rechthoeken laat een hogere vergroting duidelijk het monoliforme aspect zien; minstens 40 specifieke dilataties (podoms) onderling verbonden door dunne segmenten (podomeres) zijn zichtbaar op een ‘kraalachtige’ manier.

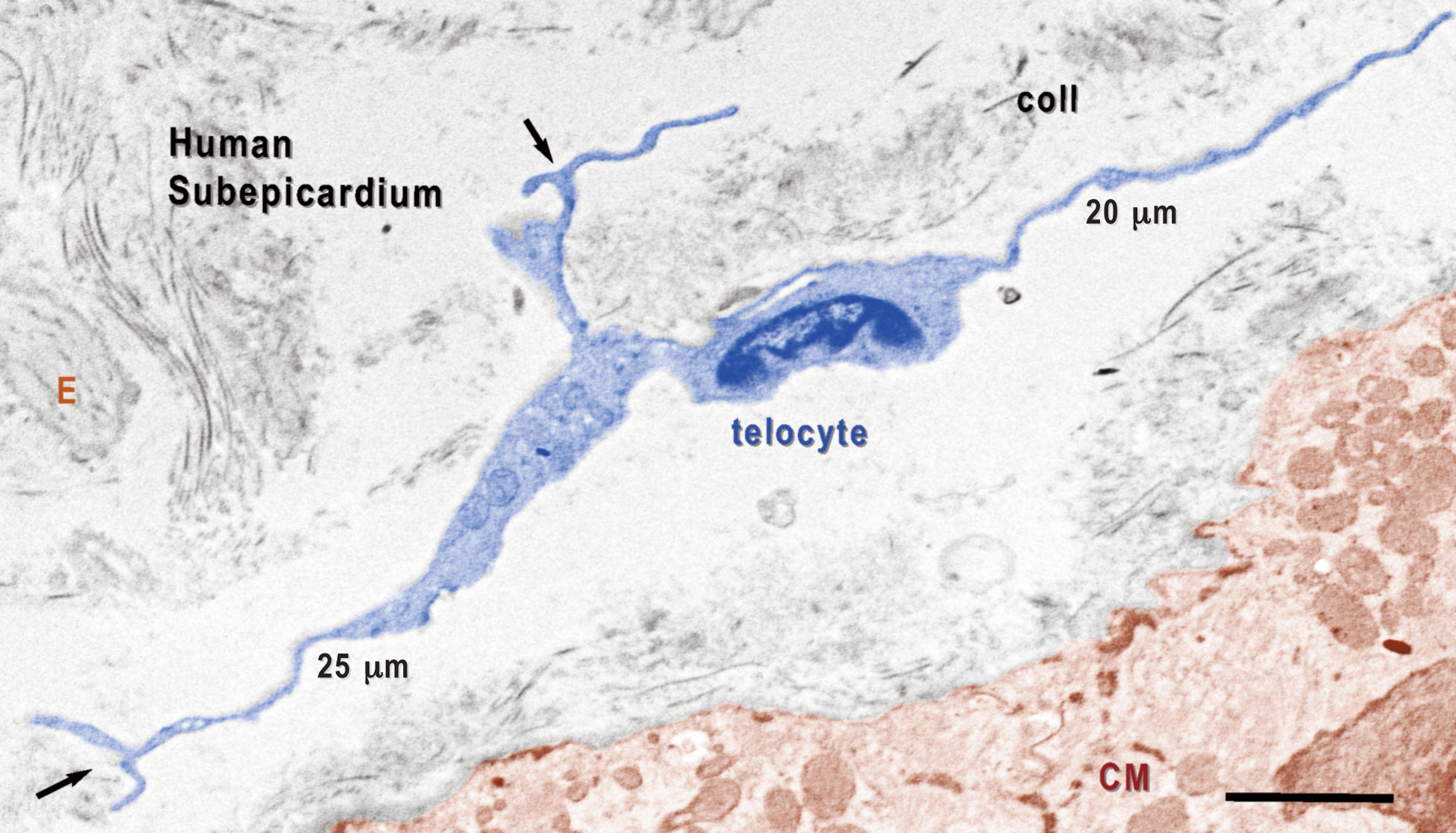
Digitaal gekleurd TEM-beeld toont TC (blauw) in menselijk subepicard, grenzend aan de perifere hartspiercellen (CM, bruin gemarkeerd). De TC heeft drie telopoden, die illustreren: a) het kenmerkende dichotome patroon van vertakkingen (pijlen); b) Tp is erg dun bij het verschijnen van het cellichaam; c) afwisselend podomen en podomeren. Merk op dat sommige delen van podomeren dezelfde dikte hebben als collageenfibrillen, waardoor ze onmogelijk kunnen worden waargenomen onder lichtmicroscopie. E - elastine. Schaalbalk - 2 mm.

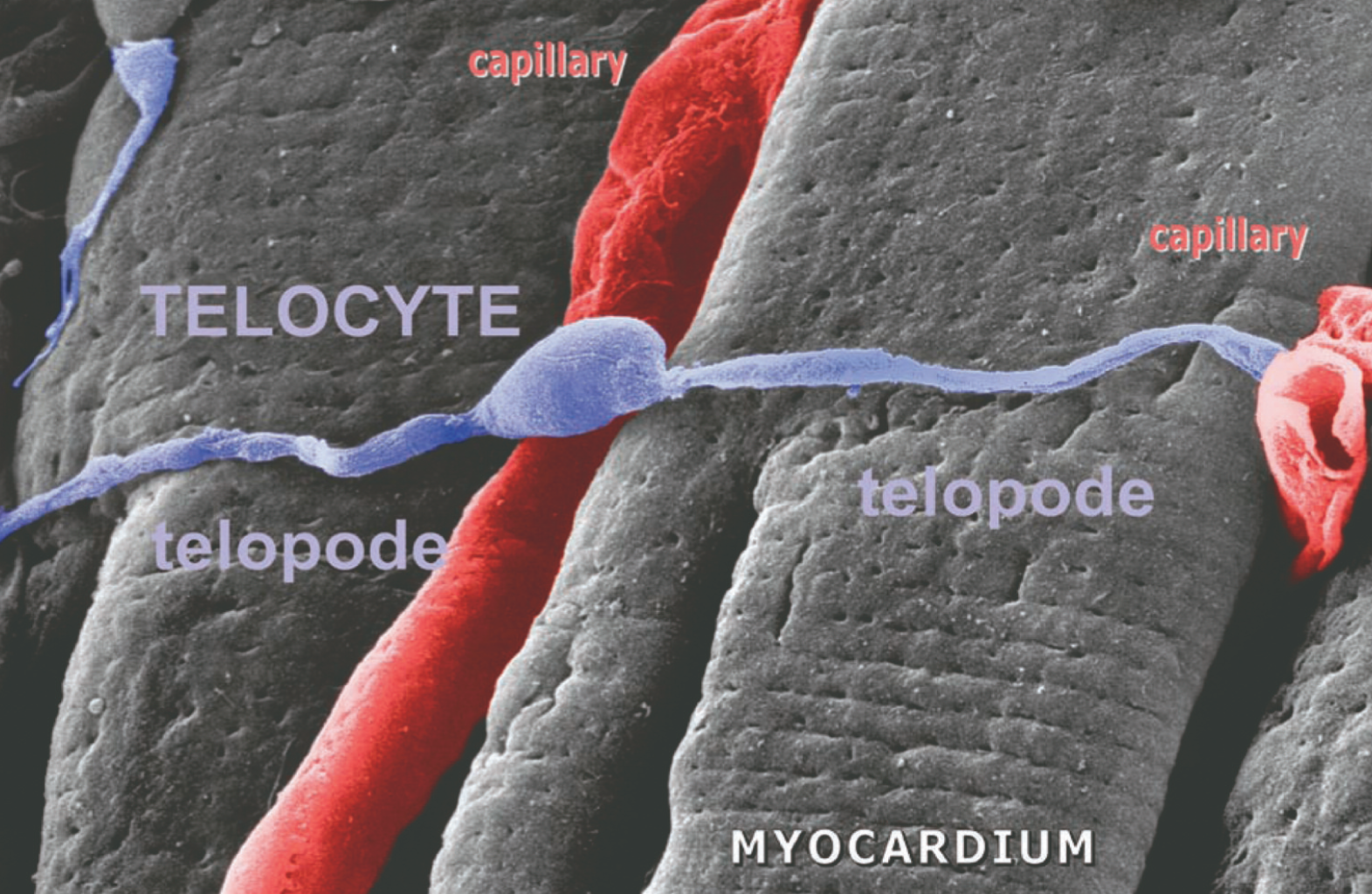
Telocyt

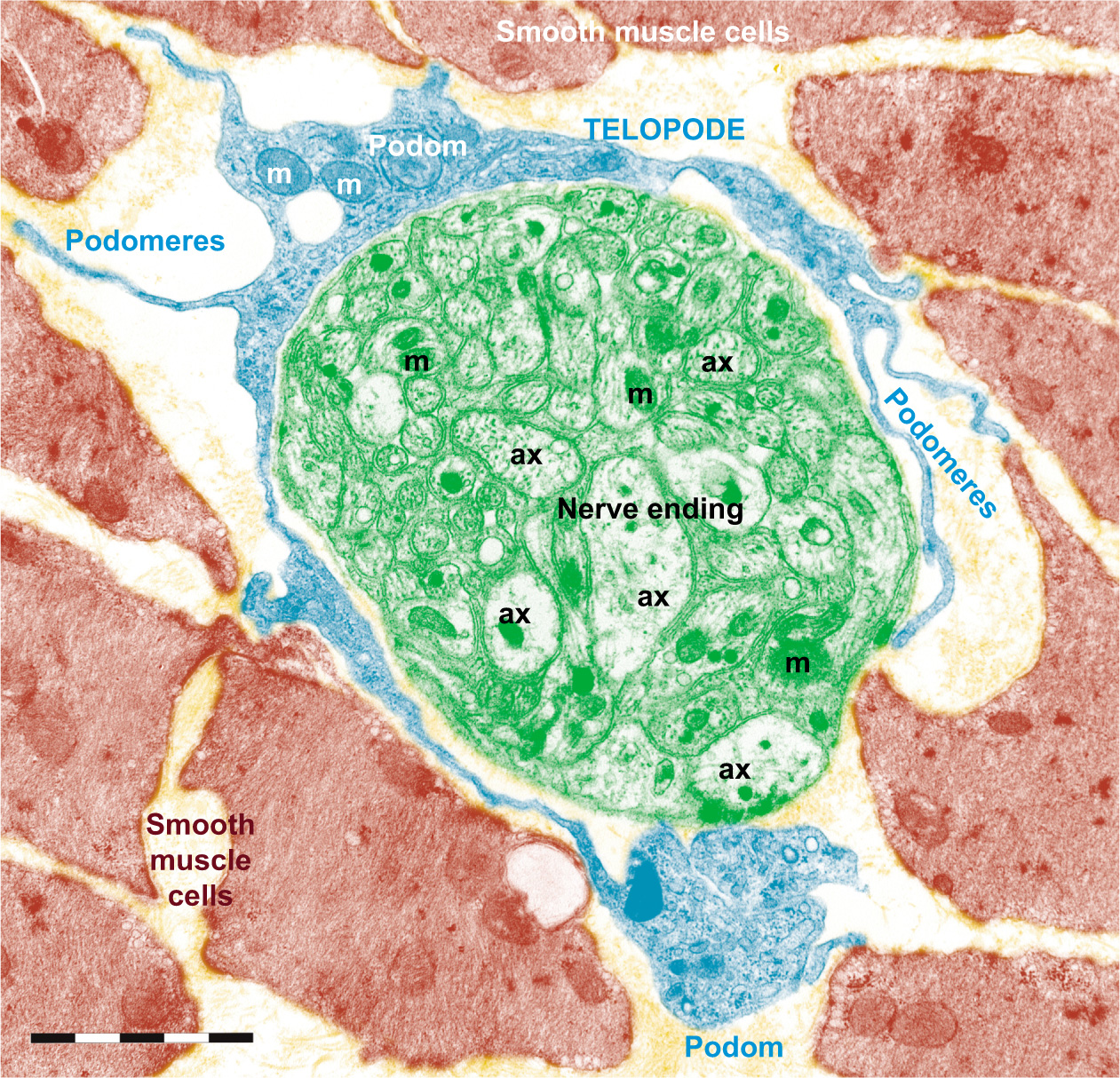
Telocyt, telopode, podom, podomeren in de nuchtere darm

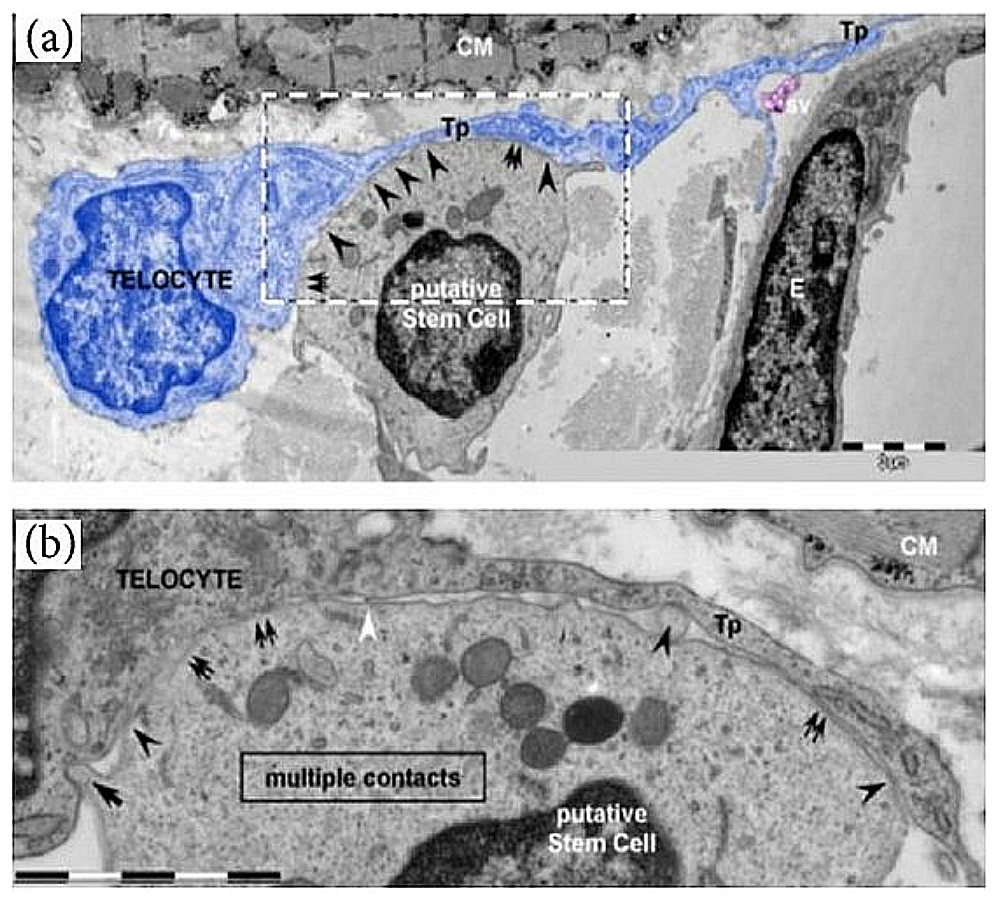
Telocyt in het menselijk hart

Telocyten (van het Griekse telo, telos (τέλος) = einde, afstand + kytos (κύτος) = cel), oorspronkelijk Popescu-cellen of interstitiële Cajal-achtige cellen genoemd (in het Engels interstitial Cajal-like cells - ICLC), zijn cellen met een klein lichaam, maar met extreem lange verlengingen (vergelijkbaar met axonen van zenuwcellen), telopoden genoemd, aanwezig in bijna alle lichaamsorganen behalve de hersenen. Het lichaam van de telocyten is te zien onder de gewone microscoop, maar de dunne telopoden zijn alleen te zien onder een speciale elektronenmicroscoop. De telopoden bestaan uit een afwisseling van dunne fibrillaire segmenten (podomeren) en verwijde, cisterne gebieden (podomen). Podomen bevatten mitochondria, caveolae en calciumopslag/afgifte-eenheden van het endoplasmatisch reticulum. Caveolae zijn kleine (50–100 nanometer) grote instulpingen van het celmembraan.
De telocyten coördineren via de telopoden andere celtypen en sturen de stamcellen naar het beschadigde gebied. Telocyten en stamcellen vormen een specifieke tandem (vanwege de specifieke intercellulaire verbinding) binnen sommige stamcelniches, tenminste in het hart en de longen. Daarom kunnen telocyten een sleutelrol spelen bij de regeneratie en reparatie van sommige organen. Een telocyt-stamceltandem zou een betere optie kunnen zijn bij de regeneratie en reparatie van beschadigde organen (inclusief hartregeneratie na een hartinfarct) vergeleken met het gebruik van alleen stamcellen.
Telocyten werden in 2005 ontdekt door professor Laurențiu Mircea Popescu, samen met zijn team van onderzoekers van het Victor Babeș National Institute.
Chinese onderzoekers voerden in 2012 de eerste succesvolle transplantatie uit bij proefdieren met telocyten en behaalden verbazingwekkende resultaten bij de behandeling van een hartinfarct. Studies hebben aangetoond dat telocyten die samen met stamcellen worden gebruikt de beste resultaten hebben bij orgaanregeneratie.
In Azië, de VS en verschillende landen in Europa wordt meer onderzoek gedaan nar het voorkomen van telocyten en om hun rol in het lichaam te identificeren. Tot op heden is het bestaan van telocyten bevestigd in ten minste 68 centra in Europa, in meer dan 20 centra in de VS en in 10 centra in China.